# Carlos Julio Arosemena Tola
Carlos Julio Arosemena Tola (Guayaquil, 12 de abril de 1888 – Guayaquil, 20 de fevereiro de 1952) foi um político equatoriano. Ocupou o cargo de presidente de seu país entre 16 de setembro de 1947 e 31 de agosto de 1948. Ele também é pai do futuro presidente Carlos Julio Arosemena Monroy.

## Juventude
Carlos Julio Arosemena Tola nasceu em Guayaquil em 12 de abril de 1888. Foi fundador do Discount Bank em Guayaquil em 1920, sendo seu gerente até 20 de fevereiro de 1952. Diretor Principal do Conselho de Caridade de Guayaquil, Presidente do LEA, Executivo Diretor do Comitê Rodoviário de Guayas.

## Presidência
Assumiu o poder durante uma crise política, tendo sido derrubado José María Velasco Ibarra por Carlos Mancheno, que há muito não exercia o poder por pressão do Alto Comando Militar, que favorecia a ordem constitucional, dando o poder a Mariano Suárez Veintimilla, ser Vice-Presidente de Velasco Ibarra, que imediatamente convocou um Congresso Extraordinário para eleger o novo presidente e vice-presidente, resultando eleito constitucionalmente como vice-presidente, mas assumindo imediatamente como Presidente Constitucional, de acordo com o que a Constituição da época determinava, apresentando sua renúncia Mariano Suárez imediatamente após sua posse. José Rafael Bustamante foi eleito no mesmo dia como Vice-Presidente.
O presidente e o vice-presidente se complementavam: bom senso e equilíbrio eram os fortes de Arosemena Tola, as convicções de liberdade e o talento natural eram os fortes de Bustamante. Ambos impuseram a tarefa de promover a abertura ao internacional, adequar a economia à situação mundial do pós-guerra e combater o canibalismo político. O Governo de Arosemena Tola foi consistente com sua origem burguesa, com o espírito cosmopolita da classe alta de Guayaquil e com a crescente influência dos Estados Unidos, o grande vencedor do Ocidente na Segunda Guerra: Arosemena rompeu relações com a União Soviética, assinou a Carta da Organização dos Estados Americanos e inaugurou a Primeira Grande Conferência Econômica Colombiana, cujo documento final, a Carta de Quito, foi o antecedente do que se chamaria Pacto Andino.
Arosemena Tola promulgou em 13 de março de 1948 a Lei do Regime Monetário, substitutiva da Lei Orgânica do Banco Central. A nova lei colocou o Banco Central sob a direção do Conselho Monetário, que deve traçar a política monetária, de crédito e cambial. Ele fez com que a produção nacional sustentasse a moeda e que as reservas de ouro servissem para determinar a paridade internacional do sucre. Esta lei, assessorada pela Missão Triffin do Fundo Monetário Internacional, respondeu às condições da economia do pós-guerra.

A tarefa de combater o canibalismo foi posta à prova na campanha presidencial que o Governo preparou cuidadosamente. O Tribunal Superior Eleitoral (TSE), autônomo em relação ao Ministério de Governo, já poderia funcionar. O TSE funcionou bem.